# Étavigny
Étavigny ist eine französische Gemeinde mit 177 Einwohnern (Stand: 1. Januar 2022) im Département Oise in der Region Hauts-de-France (vor 2016: Picardie); sie gehört zum Arrondissement Senlis und zum Kanton Nanteuil-le-Haudouin. 

## Geographie
Die Gemeinde Étavigny liegt etwa 22 Kilometer nordnordöstlich von Meaux. Im Norden wird die Gemeinde vom Flüsschen Grivette begrenzt. Umgeben wird Étavigny von den Nachbargemeinden Antilly im Norden, Boullarre im Osten und Südosten, Rosoy-en-Multien im Süden, Acy-en-Multien im Südwesten und Westen sowie Betz im Nordwesten.

## Bevölkerungsentwicklung
| Jahr                       | 1962 | 1968 | 1975 | 1982 | 1990 | 1999 | 2006 | 2013 | 2021 |
| -------------------------- | ---- | ---- | ---- | ---- | ---- | ---- | ---- | ---- | ---- |
| Einwohner                  | 154  | 136  | 128  | 109  | 106  | 118  | 165  | 148  | 168  |
| Quellen: Cassini und INSEE |      |      |      |      |      |      |      |      |      |

## Sehenswürdigkeiten
- Kirche Saint-Jean, 1915 durch Bombardierung zerstört, in den 1920er Jahren wieder aufgebaut

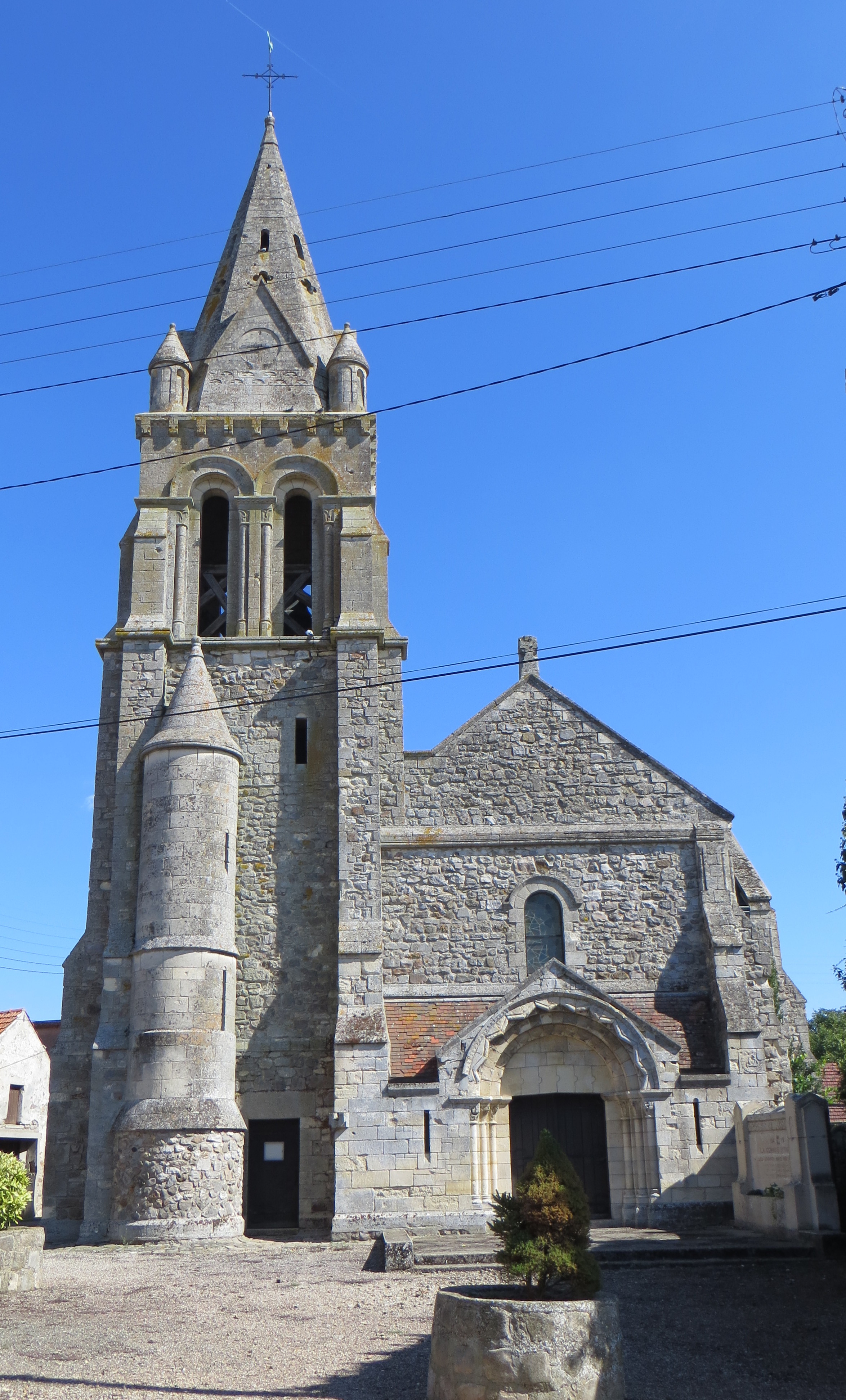
Kirche Saint-Jean